# Dorothy M. Wheeler

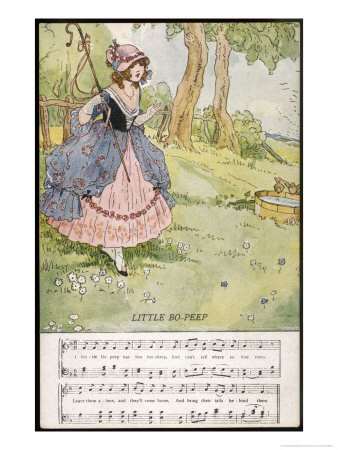
Little Bo Peep

Dorothy Muriel Wheeler (1891–1966) fou una il·lustradora britànica. Va estudiar al l'escola d'Art Blackheath, amb les disciplines principals d'aquarel·la i de tinta. Va dissenyar il·lustracions infantils, postals i còmics.

Una sèrie de les seves obres va ser utilitzada per Bamforth & Co Ltd, un editor de postals artístiques, per les seves col·leccions de postals Woodland Secrets i Fairy Series, publicades cap el 1920. Les seves il·lustracions van aparèixer als extensament publicats llibres infantils d'Enid Blyton. També es van emprar per als llibres d'Anne MacDonald. Va publicar la seva versió pròpia dels Tres Porquets el 1955. La seva darrera obra va aparèixer el 1965, les il·lustracions per The Ring O'Bells Mystery de Enid Blyton.

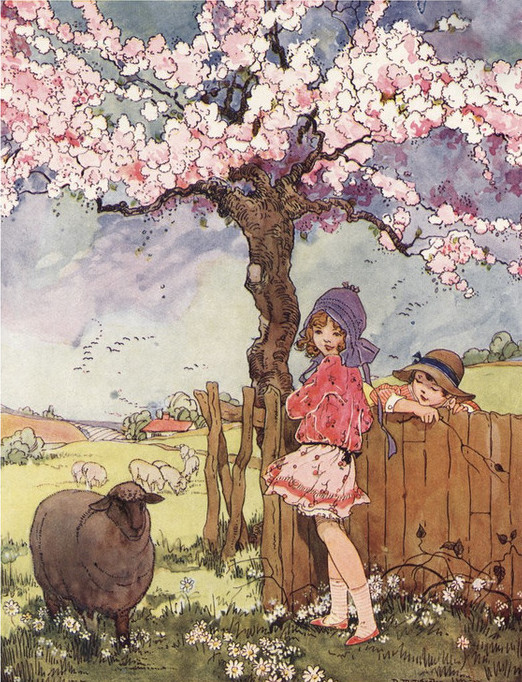
Baa Baa Black Sheep (Bee Bee Ovella Negra)
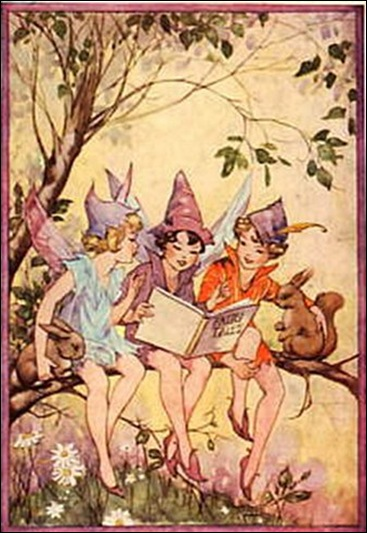
A Fairy Tale (un conte de fades)
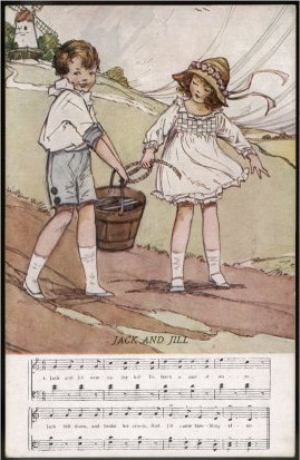
Jack and Jill  Play (?·pàg.)

## Llibres il·lustrats per Dorothy M. Wheeler
Els llibres escrits per Enid Blyton:
- The Enchanted Wood, primera edició del 1939 per Enid Blyton
- The Little Tree-House, primera edició del 1939 per George Newnes
- The Further Adventures of Josie, Click and Bun, primera edició del 1941 per George Newnes
- The Adventures of Mr. Pink-Whistle, primera edició del 1941 per George Newnes
- Five o'Clock Tales, primera edició del 1942 per Methuen
- Six o'Clock Tales, primera edició del 1942 per Methuen
- The Magic Faraway Tree, primera edició del 1943 per Enid Blyton
- Seven o'Clock Tales, primera edició del 1943 per Methuen
- Dame Slap and Her School, primera edició del 1943 per George Newnes
- Eight o'Clock Tales, primera edició del 1944 per Methuen
- The Folk of the Faraway Tree, primera edició del 1946 per George Newnes
- Josie, Click and Bun Again, primera edició del 1946 per George Newnes
- More About Josie, Click and Bun, primera edició del 1948 per George Newnes
- Bumpy and His Bus, primera edició del 1949 per George Newnes
- Mr. Tumpy and His Caravan, primera edició del 1949 per Sidgwick & Jackson
- Mr. Pink-Whistle Interferes, primera edició del 1950 per George Newnes
- Sunny Stories Calendar 1951, primera edició del 1950 per George Newnes
- Up the Faraway Tree, primera edició del 1951 per George Newnes
- Welcome, Josie, Click and Bun!, primera edició del 1952 per George Newnes
- Mandy, Mops and Cubby Find A House, primera edició del 1952 per Sampson Low
- Mr. Tumpy Plays a Trick on Saucepan, primera edició del 1952 per Sampson Low
- Mandy, Mops and Cubby Again, primera edició del 1953 per Sampson Low
- Mandy Makes Cubby A Hat, primera edició del 1953 per Sampson Low
- Tumpy en la Terra de Desitjos, primera edició del 1953 per Sampson Low
- Mr. Tumpy in the Land of Boys and Girls, primera edició del 1953 per Sampson Low
- Mandy, Mops and Cubby and the Whitewash, primera edició del 1955 per Sampson Low
- Mr. Pink-Whistle's Party, primera edició del 1955 per George Newnes
- Mr. Pink-Whistle's Big Book, primera edició del 1 958 per Evans Germans
- The Ring O'Bells Mystery, primera edició del 1965

Altres llibres
- English Nursery Rhymes per Lavinia Edna Walter, primera edició del 1916
- Through the Green Door per Anne MacDonald, primera edició del 1924
- A Pocketful of Silver per Anne Macdonald, primera edició del 1927
- Sung By The Sea per Anne MacDonald, primera edició del 1929
- The Three Little Pigs per Dorothy M. Wheeler, primera edició del 1951